# Županovice, Příbram
Županovice là một làng thuộc huyện Příbram, vùng Středočeský, Cộng hòa Séc.